# Уилсон, Альфред Леонард
Альфред Леонард Уилсон (англ. Alfred Leonard Wilson, 18 сентября 1919 – 8 ноября 1944) — техник пятого класса Армии США, кавалер высшей военной награды США — Медали Почёта за свой подвиг во Франции во время Второй мировой войны.

## Биография
В армии США с марта 1943 года.
По состоянию на 8 ноября 1944 года проходил службу в звании техника пятого класса в медицинском отделении 328-го пехотного полка 26-й пехотной дивизии.
В ходе возникшего в этот день боя, недалеко от местечка Безанж-ла-Птит во Франции, Уилсон был тяжело ранен, но отказался от эвакуации и продолжил помогать другим раненным солдатам до того момента как потерял сознание, умер от ран.
Посмертно награждён Медалью Почёта семью месяцами позже — 18 июня 1945 года.
Похоронен в родном городе Фэирчерс, штат Пенсильвания.

## Подвиг
Цитата из наградного листа Медалью Почёта:
Добровольно помогал в качестве санитара солдатам другой роты в то время как его рота, пострадала от шквального артиллерийского огня. Управившись с ранеными он вернулся в свою роту, когда разрывом снаряда ранило многих из её состава. Оказывая помощь своим товарищам, он был тяжело ранен, но отказался от эвакуации на носилках, присланных за ним. В злости от сильной боли и потери крови он продолжал оказывать первую помощь, но был слишком слаб чтобы стоять на ногах. Переползая от одного раненого к другому, он продолжал свою работу до тех пор пока чрезмерная потеря крови не обездвижила его. Но он устно продолжал руководить неопытными добровольцами в оказании первой помощи раненным. Отказываясь сам от помощи, он продолжал инструктировать остальных в перевязывании ран своим товарищам, пока его голос не перешёл в шёпот, и он потерял сознание. В результате ранения он умер. Он стойко оставался на своём месте не принимая во внимание свою безопасность. Выдающаяся преданность долгу и самопожертвование Уилсона помогли спасти жизни как минимум десяти человек.
Оригинальный текст (англ.)He volunteered to assist as an aid man a company other than his own, which was suffering casualties from constant artillery fire. He administered to the wounded and returned to his own company when a shellburst injured a number of its men. While treating his comrades he was seriously wounded, but refused to be evacuated by litter bearers sent to relieve him. In spite of great pain and loss of blood, he continued to administer first aid until he was too weak to stand. Crawling from 1 patient to another, he continued his work until excessive loss of blood prevented him from moving. He then verbally directed unskilled enlisted men in continuing the first aid for the wounded. Still refusing assistance himself, he remained to instruct others in dressing the wounds of his comrades until he was unable to speak above a whisper and finally lapsed into unconsciousness. The effects of his injury later caused his death. By steadfastly remaining at the scene without regard for his own safety, Cpl. Wilson through distinguished devotion to duty and personal sacrifice helped to save the lives of at least 10 wounded men.